# Serghei Covaliov
Serghei Covaliov (Mila 23, 14 de octubre de 1944-Letea, 16 de mayo de 2011) fue un deportista rumano que compitió en piragüismo en la modalidad de aguas tranquilas.
Participó en dos Juegos Olímpicos de Verano en los años 1968 y 1972, obteniendo dos medallas, oro en México 1968 y plata en Múnich 1972. Ganó cuatro medallas en el Campeonato Mundial de Piragüismo entre los años 1966 y 1971, y tres medallas en el Campeonato Europeo de Piragüismo entre los años 1965 y 1969.

## Palmarés internacional
| Juegos Olímpicos   | Juegos Olímpicos          | Juegos Olímpicos  | Juegos Olímpicos |
| Año                | Lugar                     | Medalla           | Competición      |
| ------------------ | ------------------------- | ----------------- | ---------------- |
| 1968               | Ciudad de México (México) | Medalla de oro    | C2 1000 m        |
| 1972               | Múnich (RFA)              | Medalla de plata  | C2 1000 m        |
| Campeonato Mundial |                           |                   |                  |
| Año                | Lugar                     | Medalla           | Competición      |
| 1966               | Berlín Oriental (RDA)     | Medalla de oro    | C2 1000 m        |
| 1970               | Copenhague (Dinamarca)    | Medalla de oro    | C2 1000 m        |
| 1971               | Belgrado (Yugoslavia)     | Medalla de plata  | C2 1000 m        |
| 1971               | Belgrado (Yugoslavia)     | Medalla de bronce | C2 10 000 m      |
| Campeonato Europeo |                           |                   |                  |
| Año                | Lugar                     | Medalla           | Competición      |
| 1965               | Bucarest (Rumania)        | Medalla de bronce | C2 10 000 m      |
| 1967               | Duisburgo (RFA)           | Medalla de oro    | K4 1000 m        |
| 1969               | Moscú (URSS)              | Medalla de oro    | C2 1000 m        |